# Škola Če

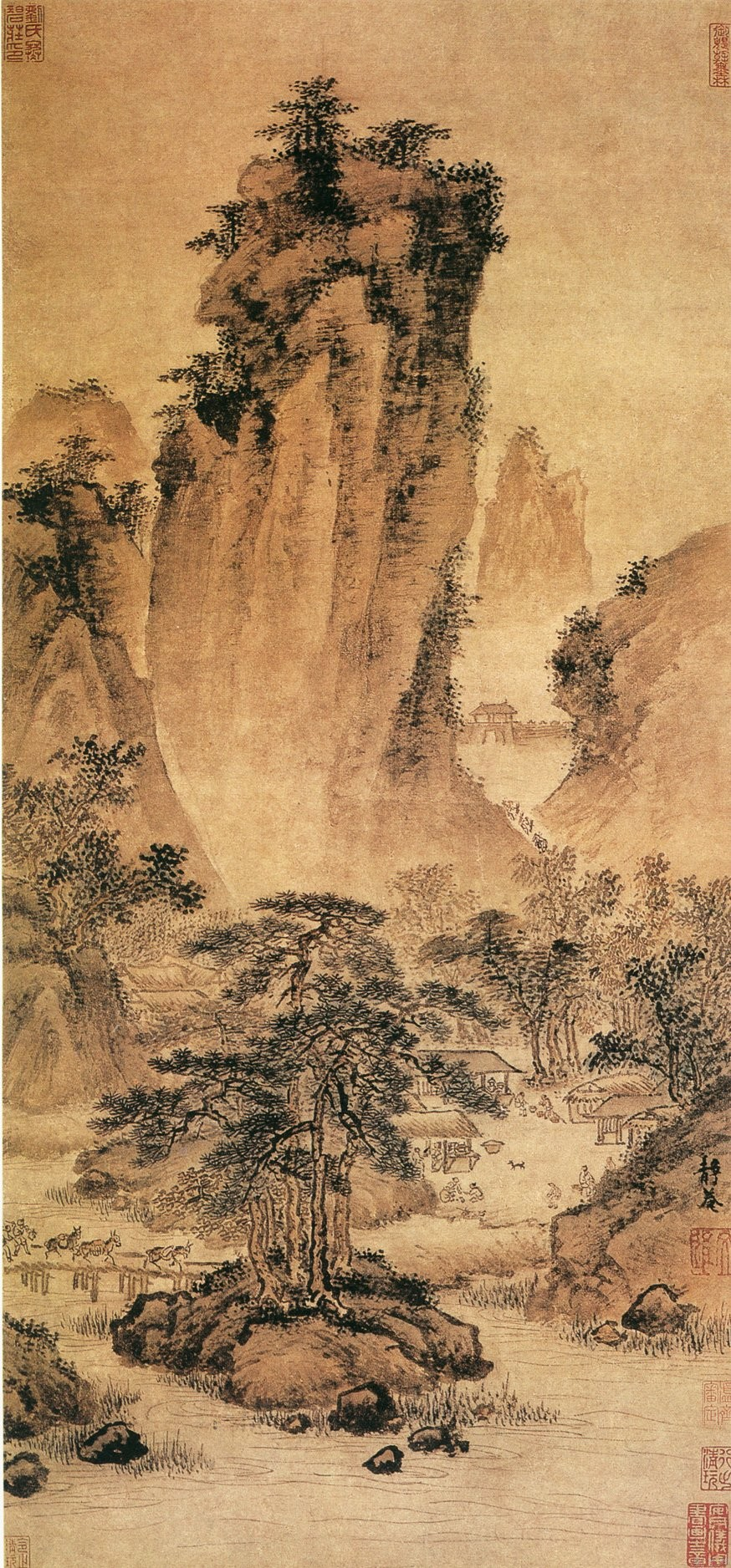
Taj Ťin, Poutníci procházející průsmykem

Škola Če (čínsky v českém přepisu Če-pchaj, pchin-jinem Zhèpài, znaky 浙派) byla jednou z jižních malířských škol v mingské Číně, vedle školy Wu přední směr mingského malířství. Byla to skupina umělců z Ťiang-nanu (Su-čou a okolí). Vznikla v polovině 15. století kolem malíře Taj Ťina.

## Historie
Škola Če byla neformální skupinou vesměs profesionálních malířů z nichž byla doplňována Akademie malířství v hlavním městě, Pekingu. Po ukončení oficiální kariéry se zase vraceli na rodný jih. V důsledku svého propojení s akademií byla jejich tvorba konzervativní, eklektická, s důrazem na dekorativnost děl.
Zakladatelem a ústřední postavou školy Če byl Taj Ťin (1388—1462). Pocházel z Chang-čou, původním povoláním byl tesař a řezbář, nicméně už od mládí studoval malířství. Proslavil se jako malíř portrétů v Nankingu a v éře Süan-te (1425–1435) byl povolán do Akademie malířství při císařském dvoře. Kvůli intrikám závistivých kolegů musel akademii opustit, žil pak v Pekingu, dokud se počátkem 40. let 15. století nevrátil na jih. Jeho tvorba nebyla tak spoutaná akademickými pravidly, jihosungskou malířskou tradici volně mísil s vlivy severosungskými. 
Taj Ťin měl množství obdivovatelů a následovníků, v tvorbě v jeho stylu pokračovali syn Taj Čchüan a zeť Wang Š’-siang. Ke známým malířům školy patřili Sia Č’, Fang Jüe, Čung Ang, Sia Cchuej a Wu Wej. 
Témata jejich maleb byla tradiční, obrazy žánrů „květin a ptáků“, práce na mytologické a historické náměty, figurální malba, ale zejména krajiny v jüanské interpretaci stylu Ma-Sia. Po zakladateli byl nejvýznamnějším reprezentantem školy její poslední vůdce Lan Jing (1585–1664), krajinář věnující se malování profesionálně.